# Николь и Хьюго
Николь и Хьюго (нидерл. Nicole & Hugo) — бельгийский семейный дуэт Николь Джози и Хьюго Сигала. На постсоветском пространстве наиболее известен исполнением песни «Goeiemorgen, morgen» (рус. «Доброе утро, утро»).

## История
Певческий дуэт Николь Джози (урождённая Николь Ван Памель; 21 октября 1946 года, Веммель — 4 ноября 2022 года) и Хьюго Сигала (родился 10 ноября 1947 года как Хьюго Вербрекен, Леопольдвиль (ныне Киншаса, ДРК) сложился в 1970 году в Бельгии, на основе романтических отношений его участников. 1 декабря 1971 года Николь и Хьюго поженились в Веммеле.
В 1971 году дуэт вышел в финал бельгийского национального отбора конкурса песни «Евровидение» и выиграл с песней «Goeiemorgen, morgen» (что означает «Доброе утро, утро» на нидерландском языке). Перед отъездом в Дублин на международный конкурс, Николь заболела желтухой и дуэт не смог приехать. В их отсутствие их заменили с той же песней Жак Рэймонд и Лили Кастель. Жак и Лили заняли 14-е место из 18.
Два года спустя Николь и Хьюго удалось принять участие в финале конкурса песни «Евровидение», после того как их песня «Baby, Baby» победила в бельгийском национальном предварительном отборе. Песня стала хитом во Фландрии в Бельгии, но не имела успеха в остальной Европе. На конкурсе песни «Евровидение» (проходившем в Люксембурге 7 апреля 1973 года) они заняли последнее место. Однако их выступление было незабываемым из-за их фиолетовых расклешенных комбинезонов и танцевальной программы.
В 1974 году на Всемирном фестивале популярной песни в Токио (Япония), дуэт занял второе место с песней «With the Summer». Николь и Хьюго также получили награду за выдающуюся композицию на том же фестивале. 
В 1970-х дуэт Николь и Хьюго много гастролировали по всему миру.
В 1984 году они приняли предложение выступать на круизных лайнерах, совершив при этом кругосветное плавание, а 20 октября 1990 года Бельгийское авторское общество SABAM наградило их медалью за вклад во фламандскую индустрию развлечений.
В 2004 году они снова, спустя 29 лет, попробовали свои силы на Евровидении. Они вошли во фламандский предварительный отбор с песней «Love is All Around». Заняли второе место в первом туре, но получили низкие оценки жюри, поэтому не прошли в финальный тур.
В 2005 году они появились на Congratulations: 50 Years of the Eurovision Song Contest, шоу, посвященном 50-летию конкурса песни «Евровидение». Они появлялись во всех видео-сборниках и, наконец, появились на сцене в костюмах 1973 года. Затем они спели сокращённую версию «Baby, Baby».
В 2008 году пара выпустила свой последний альбом Eeuwig Geluk, в который вошли хиты «Pastorale», «Olé Ola» и другие. Большая часть текстов написана певцом и автором песен Хансом Ламбрехтсом.
В конце 2016 года дуэт прекратил концертную деятельность, однако в последующем были выпущены песни «Alles komt terug» (2017) и «Stay» (2018).
Николь Джози умерла 4 ноября 2022 года в возрасте 76 лет, упав с лестницы в своём доме. У неё дважды диагностировали рак, и она страдала от болезни Альцгеймера.

## Дискография

### Альбомы
| Год     | Альбом                                                | Пиковые позиции |
| Год     | Альбом                                                | БЕЛ (Вл)        |
| ------- | ----------------------------------------------------- | --------------- |
| 2005 г. | Het beste uit 35 jaar                                 | 43              |
| 2008 г. | Eeuwig geluk                                          | 9               |
| 2012    | Bedankt Vlaanderen                                    | 35              |
| 2014    | Voor het doek valt — het allerbeste van Nicole & Hugo | 20              |

### Синглы
| Год     | Альбом                | Пиковые позиции |
| Год     | Альбом                | БЕЛ (Вл)        |
| ------- | --------------------- | --------------- |
| 1971 г. | «Goeiemorgen, morgen» | 9               |
| 1973 г. | «Baby, baby»          | 28              |
| 2004 г. | «Love Is All Around»  | 42              |
| 2005 г. | «Ik denk aan jou»     | 37              |
| 2005 г. | «Verliefd»            | 40              |
| 2008 г. | «Pastorale»           | 17              |
| 2011    | «Schietgebed»         | 34              |

Другие хиты
- 2009: «Hier in mijn hart»
- 2012: «Vuurwerk»
- 2012: «Goeiemorgen morgen»
- 2012: «Dans de wereld rond»
- 2013: «Hier in mijn Vlaamse land»
- 2013: «Blijf bij mij»
- 2014: «Hou van mij»
- 2014: «Muziek is ons leven»
- 2015: «We gaan nog even door»
- 2016: «Hoe zal het zijn»
- 2017: «Alles komt terug»
- 2018: «Stay»